# William Gallas
William Eric Gallas (Asnières-sur-Seine, Isla de Francia, 17 de agosto de 1977) es un exfutbolista francés que se desempeñaba como defensor. Su último equipo fue el Perth Glory de la A-League de Australia. Actualmente es entrenador en las categorías inferiores del Zalaegerszegi TE.
Gallas es uno de los pocos jugadores que se puede desempeñar en varias funciones de la defensa, puede ser central o lateral por la izquierda y derecha. Debutó en 1995 con el S. M. Caen, en 1997 fue fichado por el Olympique de Marsella, club con el cual jugó hasta 2001, cuando fue transferido al Chelsea F. C., donde se desempeñó hasta el 2006, cuando fue transferido al Arsenal F. C. y del que era capitán hasta que por cuestiones de indisciplina su entrenador Arsène Wenger le retiró la capitanía, otorgándosela a Cesc Fàbregas.

## Biografía

### Primeros años
Tras graduarse en una academia de fútbol, Gallas fichó por el SM Caen, pero permaneció solo dos temporadas, y teniendo una actuación tan buena, que en 1997 fichó por uno de los grandes de Francia, el Olympique de Marsella.
Con el Olympique permanecería cuatro temporadas, mostrándose como uno de los mejores defensores del país.

### Chelsea F. C.
En mayo de 2001, el Chelsea pagó más de 6 millones de libras al Olympique por Gallas. Junto a su compatriota Marcel Desailly y el joven John Terry, Gallas formó el centro de la defensa del conjunto blue. Con la marcha de Claudio Ranieri en 2005 y la llegada de José Mourinho, Gallas siguió siendo el titular del equipo londinense.
En mayo de 2007, el contrato de Gallas con el Chelsea iba a expirar, y Gallas no estaba dispuesto a renovarlo, debido a su descontento con el puesto donde jugaba. Durante el Mundial 2006, el Chelsea fichó al neerlandés Khalid Boulahrouz, previendo que Gallas no renovaría.
En septiembre de 2006, Gallas marchó al Arsenal FC, como pago por el traspaso de Ashley Cole al Chelsea. Tras el traspaso, el Chelsea acusó a Gallas de planear marcar goles en contra si no se marchaba del Chelsea. Su antiguo entrenador, Claudio Ranieri, salió a defender al francés, diciendo que la actitud de Gallas siempre fue profesional, aunque desconocía lo que había pasado entre Gallas y el equipo en los últimos dos años.

### Arsenal F. C.
Gallas firmó por cuatro años con el Arsenal, vistiendo el dorsal 10, dejado vacante por el recién retirado Dennis Bergkamp. El 6 de septiembre de 2006, Gallas debutaba ante el Middlesbrough FC. Para la temporada 2007-08, Gallas pasó a ser el vice-capitán del equipo tras Kolo Touré. En diciembre de 2007, Gallas marcó el gol de la victoria ante el Chelsea FC.
En 2008, Gallas pasó a ser el nuevo capitán del equipo, y tuvo una de las mejores temporadas de su carrera deportiva. En noviembre de ese año, Gallas hizo unas controvertidas declaraciones diciendo que a los jóvenes del equipo les faltaba coraje, de modo que el entrenador, Arsène Wenger castigó al jugador con dos semanas fuera del equipo y entregó el brazalete de capitán al español Cesc Fàbregas.
Para la 2009-10, Gallas formó la pareja defensiva gunner junto al belga Thomas Vermaelen. En febrero de 2010, Gallas jugó su partido número 100 con el Arsenal, aunque pocas semanas después se lesionó durante dos meses. Tras semanas negociando su contrato, Gallas decidió no renovar con los gunners, según la directiva del Arsenal, fue por no llegar a un acuerdo respecto a su sueldo.

### Tottenham Hotspur F. C.
En agosto de 2010, el entrenador del Tottenham Hotspur, Harry Redknapp, confirmó que Gallas había fichado por el equipo. Se convertía así en el primer jugador en la historia en jugar para el Chelsea, el Arsenal y el Tottenham. Inmediatamente declaró que los Spurs tenían capacidad para ganar la Premier. Gallas haría su debut en septiembre contra el West Bromwich Albion. En noviembre, y debido a las lesiones de Ledley King y Michael Dawson, Gallas capitaneó al equipo por primera vez.
Gallas firmaría una extensión de su contrato en marzo de 2011, permaneciendo unido a los Spurs hasta el final de la temporada 2012-13.

### Perth Glory F. C.
Firmó en 2013 un contrato de un año con el Perth Glory de Australia, convirtiéndose en el primer francés en jugar en la A-League. Es considerado una de las mejores contrataciones en la historia de la primera división australiana junto con Alessandro Del Piero, Emile Heskey y Shinji Ono.

## Selección nacional
Ha sido internacional con la selección de fútbol de Francia en 84 ocasiones y ha anotado cinco goles. En junio de 2011 decidió retirarse del fútbol internacional luego de que Laurent Blanc no lo tuviera en cuenta desde que asumió como técnico de la selección francesa. 

### Participaciones en Copas del Mundo
| Copa              | Sede      | Resultado    | Partidos | Goles |
| ----------------- | --------- | ------------ | -------- | ----- |
| Copa Mundial 2006 | Alemania  | Subcampeón   | 7        | 0     |
| Copa Mundial 2010 | Sudáfrica | Primera fase | 3        | 0     |

### Participaciones en Copa Confederaciones
| Copa                      | Sede    | Resultado | Partidos | Goles |
| ------------------------- | ------- | --------- | -------- | ----- |
| Copa Confederaciones 2003 | Francia | Campeón   | 3        | 0     |

### Participaciones en Eurocopas
| Copa          | Sede            | Resultado        | Partidos | Goles |
| ------------- | --------------- | ---------------- | -------- | ----- |
| Eurocopa 2004 | Portugal        | Cuartos de final | 4        | 0     |
| Eurocopa 2008 | Austria · Suiza | Primera fase     | 3        | 0     |

## Estadísticas

### Clubes
| Club | Div.          | Temporada     | Liga  | Liga  | Copas nacionales(1) | Copas nacionales(1) | Copa de la Liga(2) | Copa de la Liga(2) | Torneos internacionales(3) | Torneos internacionales(3) | Otros(4) | Otros(4) | Total | Total |
| Club | Div.          | Temporada     | Part. | Goles | Part.               | Goles               | Part.              | Goles              | Part.                      | Goles                      | Part.    | Goles    | Part. | Goles |
| --- | ------------- | ------------- | ----- | ----- | ------------------- | ------------------- | ------------------ | ------------------ | -------------------------- | -------------------------- | -------- | -------- | ----- | ----- |
| S. M. Caen Francia | 2.ª           | 1995-96       | 16    | 0     | 0                   | 0                   | 3                  | 0                  | —                          | —                          | —        | —        | 19    | 0     |
| S. M. Caen Francia | 1.ª           | 1996-97       | 18    | 0     | 3                   | 0                   | 0                  | 0                  | —                          | —                          | —        | —        | 21    | 0     |
| S. M. Caen Francia | Total club    | Total club    | 34    | 0     | 3                   | 0                   | 3                  | 0                  | —                          | —                          | —        | —        | 40    | 0     |
| Olympique de Marsella Francia | 1.ª           | 1997-98       | 3     | 0     | 0                   | 0                   | 0                  | 0                  | —                          | —                          | —        | —        | 3     | 0     |
| Olympique de Marsella Francia | 1.ª           | 1998-99       | 30    | 0     | 0                   | 0                   | 3                  | 0                  | 9                          | 0                          | —        | —        | 42    | 0     |
| Olympique de Marsella Francia | 1.ª           | 1999-00       | 22    | 0     | 0                   | 0                   | 2                  | 0                  | 7                          | 1                          | —        | —        | 31    | 1     |
| Olympique de Marsella Francia | 1.ª           | 2000-01       | 30    | 2     | 0                   | 0                   | 2                  | 0                  | —                          | —                          | —        | —        | 32    | 2     |
| Olympique de Marsella Francia | Total club    | Total club    | 85    | 2     | 0                   | 0                   | 7                  | 0                  | 16                         | 1                          | —        | —        | 108   | 3     |
| Chelsea F. C. Inglaterra | 1.ª           | 2001-02       | 30    | 1     | 4                   | 1                   | 4                  | 0                  | 3                          | 0                          | —        | —        | 41    | 2     |
| Chelsea F. C. Inglaterra | 1.ª           | 2002-03       | 38    | 4     | 5                   | 0                   | 3                  | 0                  | 2                          | 0                          | —        | —        | 48    | 4     |
| Chelsea F. C. Inglaterra | 1.ª           | 2003-04       | 29    | 0     | 4                   | 0                   | 1                  | 0                  | 11                         | 1                          | —        | —        | 45    | 1     |
| Chelsea F. C. Inglaterra | 1.ª           | 2004-05       | 28    | 2     | 1                   | 0                   | 5                  | 0                  | 12                         | 0                          | —        | —        | 46    | 2     |
| Chelsea F. C. Inglaterra | 1.ª           | 2005-06       | 34    | 5     | 3                   | 0                   | 0                  | 0                  | 7                          | 0                          | 1        | 0        | 45    | 5     |
| Chelsea F. C. Inglaterra | Total club    | Total club    | 159   | 12    | 17                  | 1                   | 13                 | 0                  | 35                         | 1                          | 1        | 0        | 225   | 14    |
| Arsenal F. C. Inglaterra | 1.ª           | 2006-07       | 21    | 3     | 2                   | 0                   | 0                  | 0                  | 6                          | 0                          | —        | —        | 29    | 3     |
| Arsenal F. C. Inglaterra | 1.ª           | 2007-08       | 31    | 4     | 2                   | 0                   | 1                  | 0                  | 8                          | 0                          | —        | —        | 42    | 4     |
| Arsenal F. C. Inglaterra | 1.ª           | 2008-09       | 23    | 2     | 4                   | 1                   | 0                  | 0                  | 9                          | 3                          | —        | —        | 36    | 6     |
| Arsenal F. C. Inglaterra | 1.ª           | 2009-10       | 26    | 3     | 1                   | 0                   | 0                  | 0                  | 8                          | 1                          | —        | —        | 35    | 4     |
| Arsenal F. C. Inglaterra | Total club    | Total club    | 101   | 12    | 9                   | 1                   | 1                  | 0                  | 31                         | 4                          | —        | —        | 142   | 17    |
| Tottenham Hotspur F. C. Inglaterra | 1.ª           | 2010-11       | 27    | 0     | 1                   | 0                   | 0                  | 0                  | 8                          | 0                          | —        | —        | 36    | 0     |
| Tottenham Hotspur F. C. Inglaterra | 1.ª           | 2011-12       | 15    | 0     | 1                   | 0                   | 0                  | 0                  | 2                          | 0                          | —        | —        | 18    | 0     |
| Tottenham Hotspur F. C. Inglaterra | 1.ª           | 2012-13       | 19    | 1     | 0                   | 0                   | 0                  | 0                  | 5                          | 0                          | —        | —        | 24    | 1     |
| Tottenham Hotspur F. C. Inglaterra | Total club    | Total club    | 61    | 1     | 2                   | 0                   | 0                  | 0                  | 15                         | 0                          | —        | —        | 78    | 1     |
| Perth Glory F. C. Australia | 1.ª           | 2013-14       | 15    | 1     | —                   | —                   | —                  | —                  | —                          | —                          | —        | —        | 15    | 1     |
| Total carrera | Total carrera | Total carrera | 455   | 28    | 31                  | 2                   | 24                 | 0                  | 97                         | 6                          | 1        | 0        | 608   | 36    |
| (1) Incluye datos de la Copa de Francia (1996-97) y FA Cup (2001-12). (2) Incluye datos de la Copa de la Liga de Francia (1995-01) y Copa de la Liga de Inglaterra (2001-08). (3) Incluye datos de la Copa de la UEFA (1998-03), Liga de Campeones (1999-11) y Liga Europa (2011-13). (4) Incluye datos de la Community Shield (2005). |               |               |       |       |                     |                     |                    |                    |                            |                            |          |          |       |       |

## Palmarés

### Campeonatos nacionales
| Título           | Club          | País       | Año  |
| ---------------- | ------------- | ---------- | ---- |
| Division 2       | S. M. Caen    | Francia    | 1996 |
| Premier League   | Chelsea F. C. | Inglaterra | 2005 |
| FA Cup           | Chelsea F. C. | Inglaterra | 2005 |
| Community Shield | Chelsea F. C. | Inglaterra | 2005 |
| Premier League   | Chelsea F. C. | Inglaterra | 2006 |

### Campeonatos internacionales
| Título               | Club                 | Sede    | Año  |
| -------------------- | -------------------- | ------- | ---- |
| Copa Confederaciones | Selección de Francia | Francia | 2003 |

### Distinciones individuales
| Distinción                                 | Año  |
| ------------------------------------------ | ---- |
| Novato del año de la Division 1            | 1999 |
| PFA Team of the Year                       | 2003 |
| PFA Team of the Year                       | 2006 |
| Equipo del año según European Sports Media | 2008 |